# چی (استاندارد شارژ القایی)
چی (به انگلیسی: Qi) یک رابط استاندارد توسعه یافته توسط کنسرسیوم شارژ بی‌سیم (به انگلیسی: Wireless Power Consortium) برای انتقال قدرت الکتریکی القایی تا فواصل ۴ سانتی‌متر (۱٫۶ اینچ) است. سیستم چی شامل یک پد انتقال قدرت و یک گیرنده سازگار در یک دستگاه قابل حمل است. برای استفاده از این سیستم، دستگاه تلفن همراه در بالای پد انتقال قدرت قرار می‌گیرد، که آن را از طریق القای الکترومغناطیسی شارژ می‌کند.
دستگاه‌های تلفن همراهی که از این استاندارد استفاده می‌کنند شامل ایسوز، اچ‌تی‌سی، هواوی، ال‌جی الکترونیکس، موتورولا موبیلیتی، نوکیا، سامسونگ و سونی است. کنسرسیوم شارژ بی‌سیم در سال ۲۰۰۸ تأسیس شد، و یک همکاری عضویت-آزاد از شرکت‌های آسیایی، اروپایی و آمریکایی در صنایع تولیدی مختلف است. هدف آن‌ها ایجاد یک استاندارد جهانی برای تکنولوژی شارژ القایی است.
در حال حاضر در برخی کافی شاپ‌ها و فرودگاه‌های کشور امریکا و انگلیس این سیستم نصب گردیده همچنین شرکت خودرو سازی لکسوس اعلام کرده این سیستم را در قسمت کنسول مرکزی مدل NX خود از سال 2015 ارائه خواهد کرد.